# 아코 사건 (887년)
아코 사건(일본어: 阿衡事件)은 일본 헤이안 시대(平安時代) 전기에 후지와라노 모토쓰네(藤原基経)와 우다 천황(宇多天皇) 사이에 벌어진 정치다툼이다. 아코 분기(阿衡紛議)로도 불린다.

## 경위
닌나(仁和) 3년(887년) 11월 21일, 후지와라노 모토쓰네의 추천으로 신적(臣籍)에서 다시 황적으로 복귀하여 황태자에 이어 천황으로 즉위했던 우다 천황은 그 즉위에 즈음해 모토쓰네를 간파쿠(関白)로 삼는다는 조칙을 내렸다. 모토쓰네는 선례에 따라 일단 사양하고 물러났으나, 천황은 다시금 사다이벤(左大弁) 다치바나노 히로미(橘広相)에게 명하여 두 번째 조칙을 작성해 모토쓰네에게 내렸다.
조칙에는 「마땅히 아형(阿衡)의 임무를 경에게 맡긴다」는 한 문장이 있었는데, 고대 중국 은(殷)의 현신이던 이윤(伊尹)이 맡았던 관직으로 이 고사를 다치바나노 히로미가 인용했던 것을 문장박사(文章博士) 후지와라노 스케요(藤原佐世)가 「아형은 지위가 고귀하되 직장은 없습니다」(지위는 높으나 직무는 없다)고 모토쓰네에게 고한 것이 큰 문제가 되었다. 모토쓰네는 모든 정무를 방기한 채 버텼고 국정 운영까지 지체되는 사태가 벌어졌다. 천황은 모토쓰네에게 정중히 양해를 구하였지만 확집은 풀리지 않았다(후지와라노 스케요가 모토쓰네에게 이런 발언을 한 것은 다치바나노 히로미의 출세를 시기했기 때문이라는 설이 있다).
이듬해인 닌나 4년(888년) 4월 천황은 사다이진(左大臣) 미나모토노 토오루(源融)에게 명하여 박사들에게 아형에 직장이 없는지를 연구하도록 하였다. 후지와라노 모토쓰네의 위세를 두려워했던 박사들의 견해는 스케요와 일치하였다. 히로미가 이에 반박하였으나 6월에 천황은 앞서의 조칙을 거두어들였고 히로미를 파면시키고 말았다(천황은 이때의 분함을 자신의 일기에 남기고 있다). 그러나 모토쓰네는 다시금 집요하게 다치바나노 히로미의 원유(遠流) 즉 절해고도로의 유배를 요구하고 나섰다.
천황의 입장이 난처해진 가운데 당시 사누키노카미(讃岐守)로 있던 스가와라노 미치자네(菅原道真)가 이 이상 분쟁을 지속했다가는 후지와라씨를 위해서도 좋을 것이 없다는 취지의 편지를 모토쓰네에게 보냈고, 미치자네의 편지를 받은 모토쓰네가 노기를 거둠으로써 사태는 무마되었지만, 모토쓰네를 위시한 후지와라 일문의 권력 앞에 천황은 사실상 꼭두각시임에 불과하다는 것을 천하에 보여준 꼴이었다.

## 사건의 모순점
모토쓰네가 정말 아형이라는 말의 본래 의미를 몰랐느냐에 대한 의문도 있다. 《일본삼대실록》(日本三代実録)의 사건 발생 3년 전인 간교(元慶) 8년(884년) 7월 8일조에 따르면 한 달 전인 6월 7일에 고코 천황(光孝天皇)으로부터 정무 요청을 받았을 즈음 일단 이를 사양하고 물러난 모토쓰네의 반답에 「이렇게 더위와 추위를 무릅쓰고 열심히 일한들 아형의 막중한 임무를 감당할 수나 있겠습니까?」(如何, 責阿衡以忍労力疾, 役冢宰以侵暑冒寒乎)라는 글귀가 있었다. 문제가 된 「아형」이라는 말을 모토쓰네 자신이 이미 사용한 적이 있었던 것이다.
또한 《정사요략》(政事要略)권30에 채록된 우다 천황의 일기인 《우다 천황 어기》(宇多天皇御記) 닌나 4년 6월 2일조에는 천황이 전에 「경은 지난날(고코 천황의 대)로부터 섭정하였다. 때문에 짐과는 친하기가 부자와 같으니 아들인 그대에게 섭정을 맡기고자 한다」(卿従前代猶摂政焉、至朕身親如父子、宜摂政耳)고 모토쓰네에게 전하게 한 것에 대해 모토쓰네가 「삼가 어명을 받들어 기필코 천황의 뜻을 따르겠나이다」(謹奉命旨必能奉)라는 대답을 해놓고도 그가 우다 천황 자신을 배신당했다고 분개하는 기술이 남아 있다.
사학자 다키나미 사다코(瀧浪貞子)는 우다 천황이 「셋쇼」(摂政)와 「간파쿠」(関白)를 같다고 오해하고 나아가 「아형」(阿衡)을 모토쓰네에 대한 경의를 보이고자 사용하였는데 모토쓰네는 이러한 오용을 깨우쳐 주고자 사보타주를 행한 것이라는 결론을 내렸다. 사사키 무네오(佐々木宗雄)는 모토쓰네의 본뜻은 「아형」이라는 말보다도 고코 천황 시절에 주어졌던 정무 전면 위임(왕권 대행의 권한)을 자신에게도 똑같이 허용한다는 문구가 우다 천황의 두 번에 걸친 조서에서 제대로 보이지 않았기 때문에, 천황이 자신의 정치적 권한을 지워 버리려고 한다는 생각에 천황에게 반감을 품고 고코 천황 때와 같은 권한을 요구하고 나섰던 것이 아닌가 하는 설을 주장하였다.
한편 간교 8년(884년) 고코 천황이 후지와라노 모토쓰네에 대해 정무를 요청했던 것을 간파쿠(関白)의 시작으로 보는 설이 있으나 「간파쿠」라는 말은 우다 천황이 887년에 내린 조에서 처음 나오는 것으로 태정대신(太政大臣) 또는 섭정(摂政)으로써 이어받는다는 의미였을 가능성이 있다.

## 같이 보기
- 섭관정치
- 스가와라노 미치자네
- 후지와라씨